# Кривелли, Иньяцо Микеле
Иньяцо Микеле Кривелли (итал. Ignazio Michele Crivelli; 30 сентября 1698, Кремона, Миланское герцогство — 29 февраля 1768, Милан, Миланское герцогство) — итальянский куриальный кардинал, папский дипломат и доктор обоих прав. Титулярный архиепископ Кесарии с 30 сентября 1739 по 24 сентября 1759. Апостольский нунций в Кёльне с 5 октября 1739 по 26 марта 1744. Апостольский нунций во Фландрии с 26 марта 1744 по 17 декабря 1753. Апостольский нунций в Австрии с 17 декабря 1753 по 24 сентября 1759. Кардинал-священник с 24 сентября 1759, с титулом церкви Сан-Бернардо-алле-Терме с 17 августа 1761. 